# 摩罗 (作家)
摩罗（1961年—），原名万松生，江西省都昌县万家湾村人，现居北京，作家、文学评论家。

## 生平
1961年，出生于江西省都昌县农民家庭。1978年，考入九江师专学习中文专业课程，1981年，毕业后在都昌县任中学语文教师十余年。1993年，考入华东师大中文系学习二十世纪中国文学硕士课程。1997年，获得华东师大文学硕士学位，分配到北京印刷学院任教。2004年，调入中国艺术研究院中国文化研究所。

## 作品
- 1998年，《耻辱者手记》[3]，内蒙古教育出版社
- 1999年，《自由的歌谣》，文化艺术出版社
- 2002年，《因幸福而哭泣》，中国工人出版社
- 2002年，《不死的火焰》，中国工人出版社
- 2003年，《大地上的悲悯》，上海三联出版社
- 2005年，《第一年——一个人文学者的育儿手记》，二十一世纪出版社
- 2006年，《我的故乡在天堂》，珠海出版社
- 2008年，《视点文丛——悲悯情怀》，中国青年出版社
- 2009年，《西风的竖琴——摩罗文学作品自选集》，华东师范大学出版社